# Emorragia subungueale

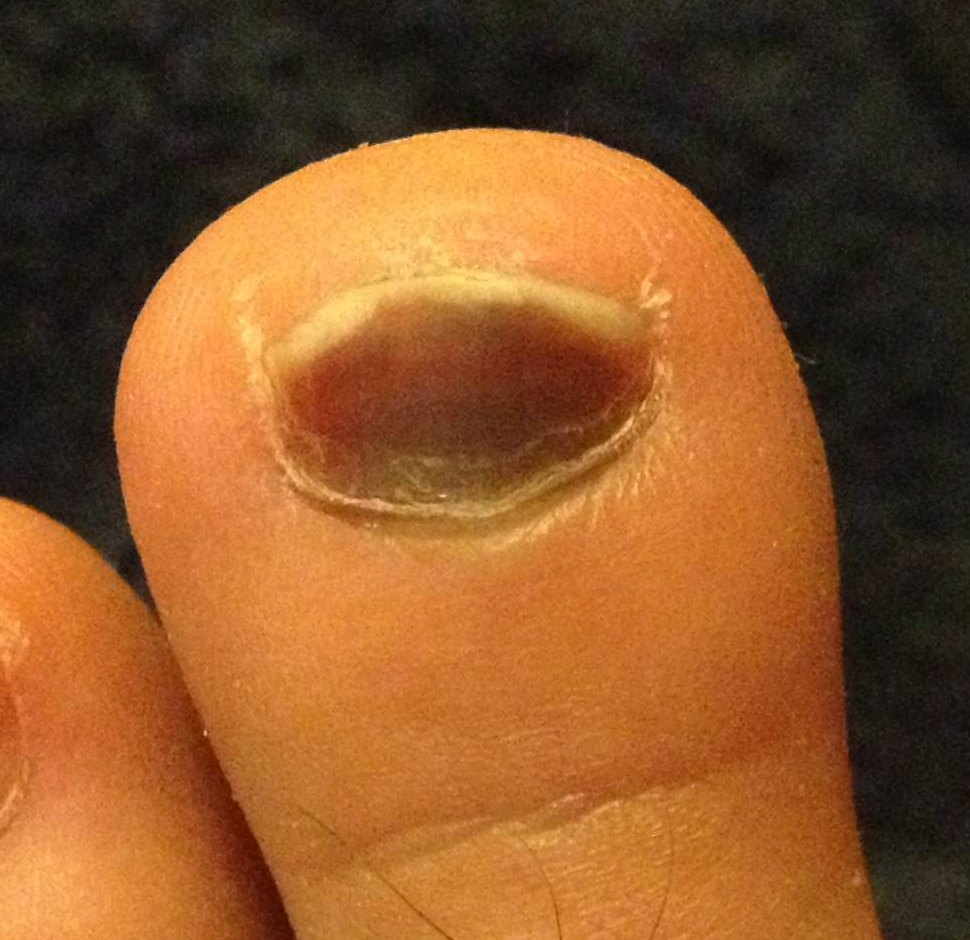
Emorragia subungueale su un alluce.

L'emorragia subungueale è una piccola perdita di sangue lineare subungueale (ovvero appena sotto l'unghia, al 1/3 distale del fondo). Durante le prime manifestazioni assume un colore rosso diventando in seguito di una tonalità simile al marrone quando diviene secca.

## Eziologia
Le cause sono molteplici, la più comune risiede in piccoli traumi locali.

### Diagnosi correlate
Di solito a tale sanguinamento si associa la stenosi mitralica.